# Arsukfjorden
Arsukfjorden (grønlansk Ilorput) er en fjord i det sydvestlige Grønland.
Ved fjorden ligger byen Arsuk, Marinestation Grønnedal (lukket 6. september 2014) - og den nedlagte kryolitmine ved minebyen Ivittuut.